# Phare de Charlevoix
Le phare de Charlevoix (en anglais : Charlevoix South Pier Light), est un phare du lac Michigan, situé à l'entrée du Charlevoix Lake (en)  sur la jetée sud de Charlevoix dans le Comté de Charlevoix, Michigan.
Ce phare est inscrit au Registre national des lieux historiques depuis le 25 avril 2005 sous le no 05000346.

## Historique

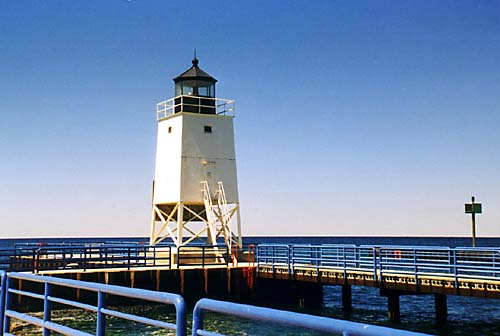
image d'un bâtiment inscrit au Registre national des lieux historiques des États-Unis d'Amérique. Son numéro de référence est 5000346.

Le premier feu à Charlevoix était situé sur la jetée nord. Il a été construit en 1884 afin de guider les navires vers le canal de Pine River récemment amélioré. Une station de sauvetage a été construite juste au nord du phare en 1898 et un hangar à pétrole a été construit en 1890. La première tour avait une hauteur de 17 m, avec une hauteur focale de 19 m.
La structure d'origine a survécu pendant 63 ans, mais en raison de la détérioration du terminal, la décision a été prise de la remplacer en 1947. En 1948, la nouvelle structure en acier a été installée et la lumière a été déplacée à son emplacement actuel sur la jetée sud où la lentille de Fresnel de quatrième ordre et la lanterne de l'ancienne structure ont été transférées à la nouvelle.
En 1965, parce que le canal de Pine River est près d'une zone encombrée, la Garde côtière a quitté l'ancienne station de sauvetage et a déménagé sur le terrain de l'ancienne station d'approvisionnement du phare. En 1989, la jetée actuelle en acier et en béton a remplacé l'ancienne jetée en bois avec son revêtement en béton.

## Description
Le phare est une tour pyramidale en acier de 12 m de haut. La tour est peinte en rouge et la lanterne est noire. Il émet à une hauteur focale de 13 m, un flash rouge par période de 4 secondes. Sa portée est de 10 milles nautiques (environ 19 km). Il est équipé d'une corne de brume à diaphone émettant un souffle de 3 secondes par période de 30 secondes, au besoin
Identifiant : ARLHS : USA-156 ; USCG : 7-1792.

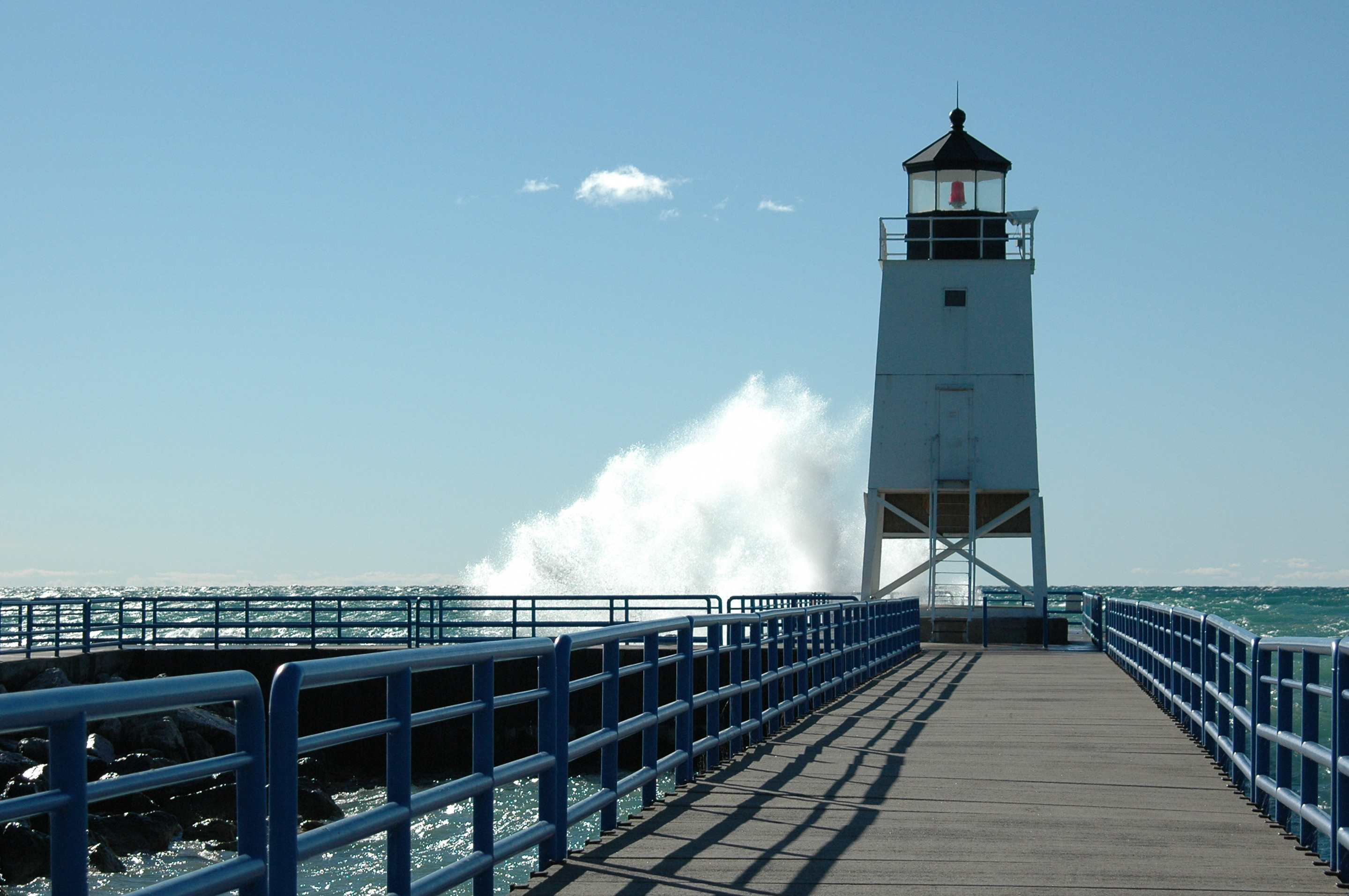
Le phare
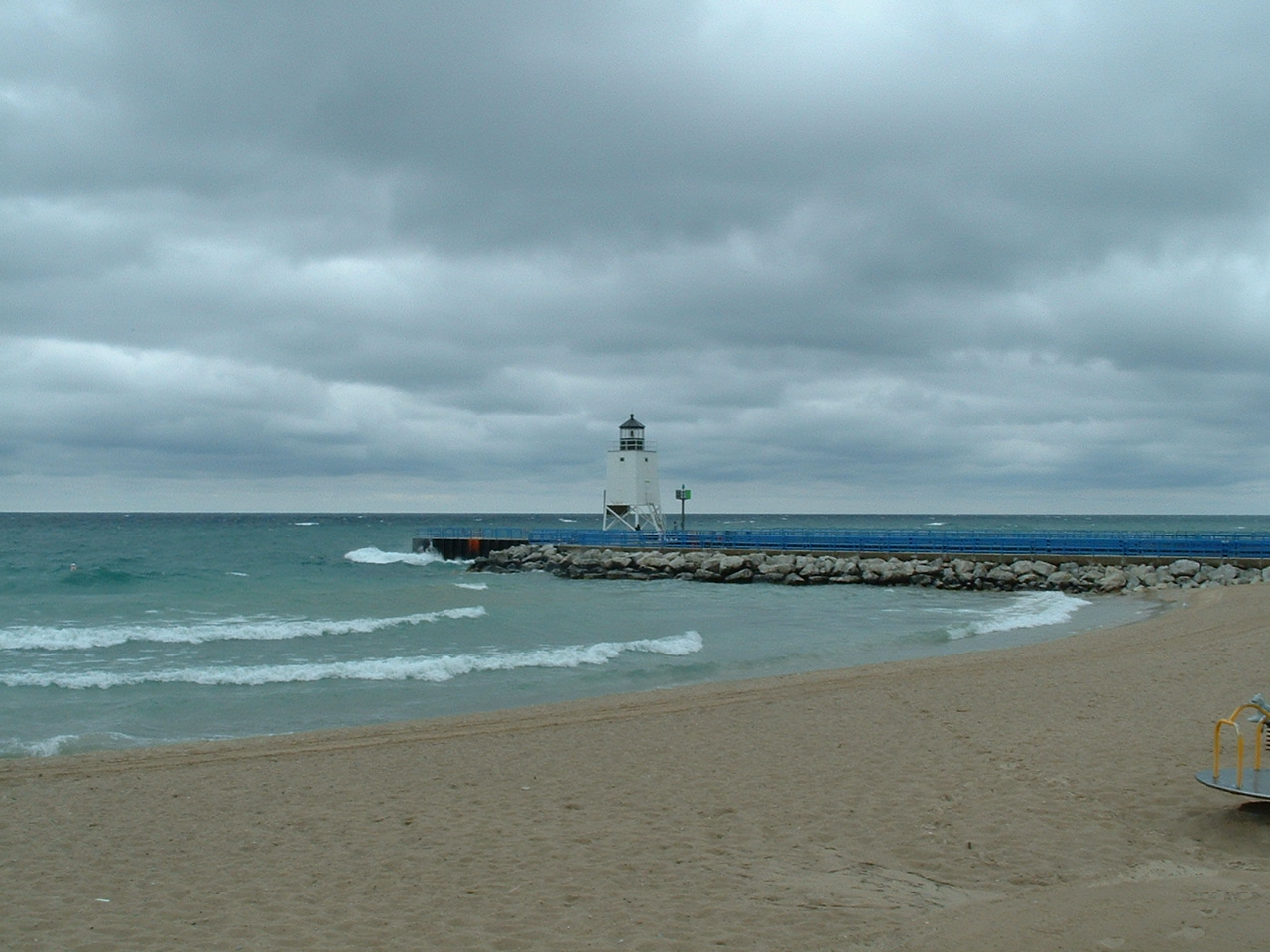
Le phare

### Lien connexe
- Liste des phares au Michigan